# 11-й корпус ПВО
11-й корпус ПВО - оперативно-тактическое соединение войск противовоздушной обороны СССР с 1960-го по 1991-й год. Соединения корпуса осуществляли прикрытие западного стратегического направления и защиту от нападения с воздуха городов, стратегических и военных объектов на территории БССР. Штаб и командный пункт (КП) размещались в городе Барановичи Брестской области. Организационно входила во 2-ю отдельную армию ПВО СССР. В 1992 году части и соединения корпуса составили войска ПВО Республики Беларусь.

В 2002 году на базе управления корпуса было создано Западное оперативно-тактическое командование ВВС и войск ПВО РБ.

## История
В 1954 году был сформирован новый вид вооружённых сил - войска противовоздушной обороны страны. Во второй половине 50-х поступление в войска нового вооружения и техники потребовало совершенствования оперативного построения противовоздушной обороны страны и расширения зон ответственности армий ПВО за пределы территориальных военных округов. Особенно это было важно на западном оперативно-стратегическом направлении. Исходя из этого, по решению Совета Министров СССР и на основании директивы Министра обороны СССР от 15 марта 1960 года определена задача сформировать к 1 июля 1960 года управление 2-й отдельной армии ПВО, в составе 11-го корпуса ПВО (штаб в г. Барановичи), 27-го корпуса ПВО (штаб в г. Рига), в который включена 3-я дивизия ПВО (штаб в г. Балтийск).

Боевой задачей корпуса являлось, сосредоточив основные усилия на западном направлении, прикрыть объекты в районе дислокации и не допустить пролёта воздушного противника вглубь страны и к столице СССР.

С момента формирования корпуса командованию пришлось решать ряд сложных проблем, таких как освоение новой ракетной техники, постоянное развертывание новых подразделений, преобразование полков в бригады. Как следствие, подразделения размещались на временных необорудованных огневых позициях, казарменного и жилого фонда не было, личный состав жил в палатках, большинство офицеров вновь сформированных частей не имели квартир. Все 60-е и 70-е годы шло совершенствование структуры соединений и частей корпуса, перевооружение на новую боевую технику частей ЗРВ, авиации, РТВ, освоение автоматизированных систем управления, средств связи, строительство командных пунктов, казарм для личного состава, жилых городков.

В 1979 году было принято решение о расформировании 2-й отдельной армии ПВО. В результате штаб 11-го корпуса был переведён в Минск и подчинён командованию Белорусского военного округа. Время показало ошибочность такого решения, и в 1986 году 2-я ОА ПВО была восстановлена, на этот раз в составе 11-го корпуса и 28-го корпуса (штаб в г. Львов). Штаб 11-го корпуса был переведён обратно в Барановичи.

## Состав

### В 1962 году
Зенитно-ракетные войска
- 105-я зенитно-ракетная бригада, Берёза
- 377-й гвардейский зенитно-ракетный полк, Полоцк
- 605-й зенитно-ракетный полк, Лида
- 817-й зенитно-ракетный полк, Брест
- 1146-й гвардейский зенитно-ракетный полк, Орша
- 1148-я зенитно-ракетный полк, Фаниполь
- 1157-й зенитно-ракетный полк, Гомель

Авиация ПВО
- 61-й истребительный авиационный полк ПВО, Барановичи
- 201-й истребительный авиационный полк ПВО, Мачулищи

Радиотехнические войска
- 21-й радиотехнический полк, Барановичи
- 49-й радиотехнический полк, Уручье

### В 1970-х - 80-х годах
Зенитно-ракетные войска
- 15-я зенитно-ракетная бригада, Фаниполь
- 105-я зенитно-ракетная бригада, Берёза
- 115-я зенитно-ракетная бригада, Брест
- 127-я зенитно-ракетная бригада, Лида
- 377-й гвардейский зенитно-ракетный полк, Полоцк
- 1146-й гвардейский зенитно-ракетный полк, Орша
- 1157-й зенитно-ракетный полк, Гомель
- 91-я зенитная ракетная бригада, Калинковичи

В июне 1982 года 1157-й зенитно-ракетный полк был передислоцирован в Монголию.
Авиация ПВО
- 61-й истребительный авиационный полк ПВО, Барановичи
- 201-й истребительный авиационный полк ПВО, Мачулищи

Радиотехнические войска
- 8-я радиотехническая бригада, Барановичи
- 49-й радиотехнический полк, Уручье
- 10-й отдельный батальон РЭБ - ?

### В 1988 году
Зенитно-ракетные войска
- 15-я зенитно-ракетная бригада, Фаниполь
- 105-я зенитно-ракетная бригада (c декабря 1989 года - 360 ЗРП кадрированного состава), Берёза
- 115-я зенитно-ракетная бригада, Брест
- 127-я зенитно-ракетная бригада, Лида
- 377-й гвардейский зенитно-ракетный полк, Полоцк
- 1146-й гвардейский зенитно-ракетный полк, Орша

Авиация ПВО
- 61-й истребительный авиационный полк ПВО, Барановичи
- 201-й истребительный авиационный полк ПВО, Мачулищи

Радиотехнические войска
- 8-я радиотехническая бригада, Барановичи
- 49-й радиотехнический полк, Уручье
- 10-й отдельный батальон РЭБ - ?